# Voo Aires 8250

Mapa dos assentos

O voo Aires 8250 era operado pela companhia colombiana Aires, utilizando uma aeronave de passageiros Boeing 737-700, que em um voo na madrugada do dia 16 de agosto de 2010, a cerca de 80 m da pista do Aeroporto Internacional Gustavo Rojas Pinilla, em San Andrés, na Colômbia, sofre com o impacto de um raio e partiu-se em três partes.
Segundo o coronel Gustavo Barrero Barrero, comandante do Grupo Aéreo del Caribe de la Fuerza Aérea Colombiana (FAC), "a aeronave que fazia o trajeto Bogotá-San Andrés iria pousar no meio de uma terrível tempestade elétrica quando um potente raio caiu sobre ele e provocou seu descontrole na cabeceira da pista 06’’". O Voo 8250, que saiu do Aeroporto Internacional El Dorado por volta das 12:07 (hora local) voava com 121 passageiros e 6 tripulantes. Ao pousar, partiu-se em três partes.

## O Socorro
A rápida intervenção dos tripulantes e bombeiros evitou que as pessoas ficassem queimadas no meio dos destroços. Foram vários os intervenientes de ajuda neste acidente, desde a polícia local, civis e inclusive os taxistas, que se encontravam à espera de clientes na parte exterior do aeroporto. Os feridos foram prontamente evacuados em ambulâncias, carros particulares e em táxis até ao Hospital Departamental Amor de Patria, Clínica Villareal e Sanidad Portuaria.
A aeronave estava sob o comando do capitão Wilson Gutiérrez, natural de Medellín que foi trasladado para a Clínica Villareal, juntamente com o resto da tripulação e 32 passageiros. Para o hospital Amor de Patria foram levadas por volta de 70 pessoas.

## Vítimas
Uma vítima mortal chamava-se Amar Fernández de Barreto. De acordo com as autoridades médicas a mulher sofreu um infarto momentos depois da queda e acabou por morrer durante a viagem até à unidade hospitalar. Todos os outros passageiros encontraram-se fora de perigo de vida. Outra foi uma criança de 11 anos que sofreu traumatismo cerebral e múltiplas falências de órgãos, tendo ficado em coma até 1 de setembro, data do seu falecimento.

## Lista de Passageiros
A aeronáutica civil apresenta abaixo a listagem dos passageiros que foram transladados depois do acidente da aeronave HK4682:
- María Camila Angarita
- María Girón
- Jaime Moreno
- Carlos Girón
- Gilma Girón Trujillo
- Adrián Rodríguez Castillo
- Natalia Avellaneda Rodríguez
- Carlos Avellaneda
- Mónica Rodríguez
- Sebastián Vélez
- Chiag Caboquech
- Katerine Lobo
- Ramiro Lobo
- Guillermo Montenegro
- Zulma Plaza
- Sandra Hidalgo
- Ricardo Ramírez
- Natalia Loaiza
- Marisol Marín (criança)
- Adriana Cárdenas (hospedeira de bordo)
- Camilo Piñeros (piloto)
- Airlene Tirada
- Liani Silvana
- Hernando Hernández
- Carolina Carrillo
- Alirio Granados
- Alba López (hospedeira de bordo)
- Diana Ospina (hospedeira de bordo)
- Carlos Julio Avellaneda
- Wilson Gutiérrrez (piloto)
- Mariluz Avellaneda
- Teddil Narváez
- Angely Vanessa Torres
- Tiago Cavalcanti
- Caroline Gonçalves
- Alexander Gutiérrez Roa (menor com 1 ano)
- Martín Quintero (criança de colo)
- Jerónimo Quintero (criança de colo)
- Paula Bueno (criança de colo)